# Василівка (Іллінецька міська громада)
Васи́лівка — село в Україні, в Іллінецькій міській громаді Вінницького району Вінницької області.

## Географія
В околицях села на території Дашівського лісництва знаходиться ботанічна пам'ятка природи місцевого значення Віковий дуб.

## Історія
Засноване село в XVII столітті. Але територія краю була заселена ще в часи трипільської культури в 4-2 ст. до нашої ери. Про це свідчать знайдені залишки предметів побуту у Скіфських курганах.
Сама назва села зустрічається вперше десь з середини минулого століття, а до того воно разом з кількома прилеглими населеними пунктами однозначно називалося Кабатнею (нині таку назву носить лише східна його частина).
Розташована Василівка біля струмка Кальничка серед лісу, поміж долин і пагорбів. За народним переказом заснування його приписується вигнанцям з Росії, так званим пилипонам-розкольникам, яких очолювали брати Василь та Борис. Іменем того з них, що поселився разом з родиною в Кабатні і стали називати поселення.
В 60-х роках минулого століття в Присобському краю працювали групи археологів і поблизу Василівки вони виявили досить чіткі контури стародавнього городища оточеного валом, на якому колись росли товсті дерева. Знаходиться воно на крутій скелі біля ріки. Ще до недавнього часу зберігалися помітні сліди викладеної з каменів доріжки від центру городища до річки. На думку археологів рештки замковища свідчать про існування на цьому місці за часів Київської Русі замку феодала, який в IX — XIII ст. нашої ери був оборонною спорудою від ворожих нападів.
В XVII — XIX століттях Василівка з прилеглими селами і хуторами належала роду польських вельмож — князів Сангушко, потім основну частину тутешніх маєтностей придбав крупний землевласник і промисловець Франц Ярошинський і передав по спадковості сину своєму Октавію (1856 р.), чималі площі земельних угідь придбали брати Владислав і Йосип Држевицькі та Іпполіт Чарнольський. Жителів у той час налічувалось понад 770 чоловік, у тому числі 27 католиків.
Під час Коліївщини (в середині XVIII ст.) переслідувані урядовими військами гайдамаки мали завжди надійний притулок у Василівці.
В 1750 р. в селі було споруджено дерев'яну Покровську церкву, якій належало 52 десятини землі. В другій половині XIX ст. службу Божу тут правили священики Василь Колосовський, потім Ксенофонт Хмарський, далі Стефан Тележинський; який в 1870 р. за доброчинність і особливі заслуги перед церквою за рішенням Святого Синоду був нагороджений відзнакою — Камілавкою.
Станом на 1885 рік у колишньому власницькому селі Кальницької волості Липовецького повіту Київської губернії мешкало 775 осіб, налічувалось 111 дворових господарств, існували православна церква, постоялий будинок і водяний млин.
За переписом 1897 року кількість мешканців зросла до 742 осіб (373 чоловічої статі та 369 — жіночої), з яких 696 — православної віри.
Після встановлення радянської влади в селі утворено органи — ревком, потім сільраду, комнезам. В роки колективізації організовано 3 колгоспи.
В 1959 року ці колгоспи об'єдналися в єдине колективне укрупнене господарство «Перше травня» (на той час ім. Молотова) з центральною садибою у Василівці.

### Друга світова війна
Щоб описати красу тутешніх місць, слів не вистачить — пензель художника потрібен. Природа неначе навмисне заховала свою перлину подалі від гомінких доріг, оточила село красивим лісом.
Ліс був споконвіку для села усім — захищав, годував, душу радував. А люди облюбували це місце давним — давно.
Віками жили люди. Будували будинки вирощували хліб, садили сади. Жило село. Сумувало і раділо, співало і плакало, кохало і ненавиділо. Чимало випробувань випало на його долю, коли переходило із рук в руки численних князів, несолодко жилося і за панської Польщі, царської Росії. Тільки-но й пізнали люди мирного життя і ніхто не сподівався, що ось — ось спіткає його найбільше лихо.
Проміння пам'яті сягне в найдальшу даль, його й віків туманам не спинити
І нам довіку у серцях носити
Землі своєї ревний біль та жаль…
У червні 1941 року мирне життя василівчан перервала війна.
На захист країни пішло 168 чоловіків та юнаків. У липні 1941 р. в село вступили німці. Настало нестерпне життя. Все вивозилось у Німеччину, вивозилась і молодь як робоча сила.
Влітку 1942 року у наших лісах почали створюватись групи з населення навколишніх сіл для боротьби з ворогом. Невеликий загін скоро переріс у партизанський полк.
Жителі села допомагали партизанам чим могли: пекли хліб, лагодили одяг, взуття, виготовляли примітивну зброю.
Протягом 1942 — 1943 рр. у наших лісах діяла друга Партизанська бригада ім. Сталіна під командуванням Кондратюка. До складу бригади входили загони « За Батьківщину»; ім. Кірова; ім. Леніна; «Іскра».
У грудні 1943 року бригада нараховувала 10 тис. чоловік.
У визволенні села брали участь резервні частини 40-ї Армії.
Німці простояли в селі до 10 березня. 14 березня 1944 року село, як і вся Іллінеччина, були визволені від ворогів.
1 травня  діти пішли в школу. Почались перші польові роботи у визволеному селі.

### Незалежна Україна
12 червня 2020 року, відповідно до розпорядження Кабінету Міністрів України № 707-р «Про визначення адміністративних центрів та затвердження територій територіальних громад Вінницької області» село увійшло до складу Іллінецької міської громади.
17 липня 2020 року, в результаті адміністративно-територіальної реформи та ліквідації Іллінецького району, село увійшло до складу Вінницького району.

## Символіка
Затверджена 18 липня 2018 р. рішенням № 646 XXXIV сесії міської ради VIII скликання. Автори — В. М. Напиткін, К. М. Богатов, П. В. Гринчук.

### Герб
Щит розтятий лазуровим і золотим. У першій частині срібний семираменний хрест, у другій зелений дуб. У червоній трикутній главі дві золотих шаблі в косий хрест, у базі два зелених пагорби. Герб вписаний в золотий декоративний картуш і увінчаний золотою сільською короною. Унизу картуша напис «ВАСИЛІВКА».
Семираменний хрест — знак графів Потоцьких, дуб і схрещені шаблі — символ лісового гайдамацького табору, який існував поблизу села до 1769 р., пагорби означають скіфські кургани.

### Прапор
Квадратне полотнище поділене вертикально на дві рівновеликі смуги, синю древкову і жовту вільну. На першій смузі білий семираменний хрест, на другій зелений дуб. Від верхніх кутів до середини виходить червоний клин, на якому дві жовті схрещені шаблі. Внизу прапора два зелених пагорби в 1/4 від висоти прапора.

## Визначні люди

### Володимир Мазур
У партизани пішло багато односельчан. У селі залишились старі і малі. Жорстока війна перервала мирне дитинство Володі Мазура. Не раз бачив Володя, як лютували нацисти у селі, як грабували і палили його. І він, ще зовсім юний хлопчик, намагався свою часточку внести у всенародну справу боротьби з фашизмом. Володя був зв'язківець.
Народився Володя у нашому селі в простій селянській родині Мазурів в 1929 року Швидко промайнуло безтурботне дитинство, його перервала війна. Батько пішов на фронт. Весь тягар господарства впав на материні плечі. У всьому допомагав Володя. Часто в родину навідувались партизани, щоб взяти хліба, чистий одяг і дізнатись останні новини про ворога.
Коли партизани не приходили, то у небезпечну дорогу вирушав Володя, зібравши з собою нехитрі пожитки.
Але найголовнішим завданням для Володі було передати важливі відомості партизанам. Кожен раз проводжала мати юного Володю в дорогу з неймовірним трепетом, тривогою і просила Бога, щоб оберігав його. Партизани чекали юного зв'язківця і дуже любили його за мудрість, відвертість і веселу вдачу.
Але одного травневого дня 1943 року ворожа куля наздогнала Володю, коли він ішов на чергову зустріч з партизанами.
Хтось доповів ворогам про юного героя, обірвалось ще зовсім молоде життя…
Травневий вітер хижим смерчем став, Весь світ нараз зайнявся вогнем смертельним, Цвіли сади, та у жару пекельнім
Їх цвіт золою чорною спадав.
На честь юного партизана названа вулиця на якій він проживав, у наш час[коли?] на цій вулиці розташована школа.

### Конопелько Петро Андрійович
Народився 12 червня 1926 року в селі Василівка. 24 квітня 1944 року був призваний в армію. Службу розпочав у 84 запасному полку. На фронт попав 10 вересня 1944 року у складі 218 мінометного полку. Воював на першому Білоруському фронті. Потім воював на Західному фронті. З частинами своєї армії дійшов аж до Берліна. Під Берліном був контужений. Після лікування знову на фронт. Вже перебуваючи на території міста Берлін отримав поранення в ліву ногу. Лікування проходив в польовій частині 36613
Ветеран має бойові нагороди: медаль «За взяття Берліна», медаль «За визволення Варшави», орден Вітчизняної війни другого ступеня, медаль «За перемогу над Німеччиною», медаль «За відвагу», медаль «За прорив оборони на західному березі Вісли».
В армії прослужив 6 років і 6 місяців. Після закінчення служби повернувся в рідне село. Пропрацював 33 роки у лісовому господарстві. Зараз ветеран на заслуженому відпочинку.

### Ткаченко Мифодій Іванович
Учасник війни 1941 — 45 р.р. Народився 10 травня 1919 року у с. Василівка, Ситковецького району у сім"ї селянина. До школи ходив лише 3 роки, потім працював у колгоспі, допомагав матері. У 1938 року був призваний до лав армії.
Службу мав закінчити у 1941 р. але почалась війна і він не повертаючись додому, зразу ж пішов на війну у Польщу. Воював у 118 дивізії зенітної частини, у Гомелі був поранений, не одноразово попадав у оточення німцями, лікувався у госпіталі.
Закінчив війну у Чехословаччині. Там зустрів Перемогу.
За бойові заслуги перед Батьківщиною був нагороджений: Орденом Червоної Зірки, Орденом Великої Вітчизняної війни, ювілейними медалями
Трудовий стаж ветерана понад 40 років.